# Slavhandeln i Venedig

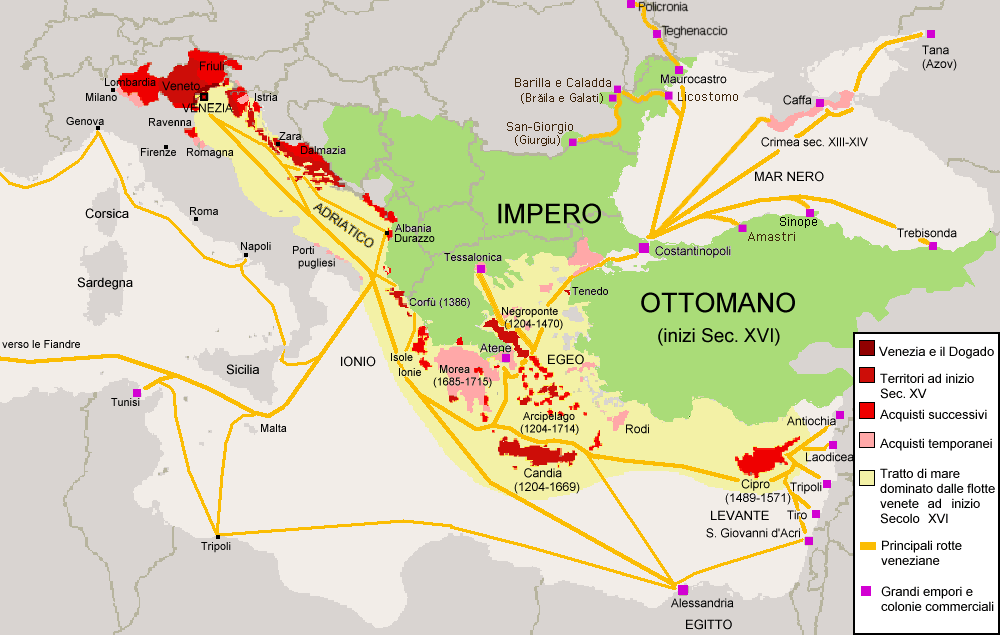
Republiken Venedig

Slavhandeln i Venedig syftar på den slavhandel som ägde rum via Republiken Venedig under medeltiden. Venedig var en av de större aktörerna i slavhandeln på Medelhavet under medeltiden. 
Venedig började från 600-talet köpa hedniska slaver från Balkanhalvön, som de sålde till Mellanöstern och Sydeuropa; denna handel bidrog kraftigt till Venedigs uppgång som handelsmakt. Slavhandeln expanderade under 1200-talet då Venedig även etablerade sig i den gamla slavhandeln på Svarta havet. 
Både slavhandeln på Balkan och Svarta havet stängdes av genom Osmanska rikets expansion under 1400-talet. 

## Historik
Under period 1100-1348 dog slaveriet ut i det latinska katolska Västeuropa förutom Italien, men därefter växte en betydande slavhandel som upprätthölls av främst Venedig, som exporterade slavar från hamnarna vid Svarta havet, via Konstantinopel till de islamiska hamnarna runt Medelhavet fram till 1453.
Under medeltiden orienterade sig handeln med slavar utifrån religiösa riktlinjer, då varken kristna eller muslimer förslavade personer av sin egen religion. Hedniska slavar blev därför ett lukrativt val för slavhandlare. Venedig påbörjade sin slavhandel på 600-talet genom att köpa krigsfångar från det då hedniska Balkan. Den största marknaden för slavar var det muslimska Mellanöstern.  
Efter digerdöden började slaveriet, som då var utdöd i Västeuropa, återigen börja tillämpas i Spanien och Italien. Den största slavmarknaden förblev dock det muslimska Mellanöstern.  

### Balkan
Se även: Slavhandeln på Balkan
Den venetianska slavhandeln på Balkan bidrog till Venedigs uppblomstring som handelsmakt på 1000-talet.
Balkanslavarna såldes aldrig via östra Balkanhalvön utan genom hamnarna längs Adriatiska havet; främst Ragusa (Dubrovnik), där venetianska köpmän inhandlade slavar för att sälja dem vidare via Egeiska havet.
På Egeiska havet var genuesiska Chios och venetianska Kandia på Kreta centrum för slavhandeln från Balkan vidare till Spanien eller Egypten.
Slavhandeln på Balkan upphörde under 1400-talet, när Osmanska riket erövrade Balkanhalvön och övertog slavhandeln själva.

### Svarta havet
Se även: Slavhandeln på Svarta havet
Slavhandeln på Svarta havet dominerades av slavhandlare från Genua och Venedig från 1200-talet till andra hälften av 1400-talet. Bysantinska rikets kontroll över Krim försvagades efter Konstantinopels fall (1204), och italienska kolonier etablerades på Krim, där de snart etablerade sig som regionens ekonomiska stormakt och fick kontrollen över slavhandeln. Republiken Venedig etablerade en koloni i Sudak 1206 och Republiken Genua i Kaffa 1266.
Fram till 1310 hämtade Venedig sina slavar via Ragusa och slavhandeln på Balkan, men 1310 slöt de fördrag med Trapezunt och fick börja driva slavhandel på Krim.
Av 367 registrerade slavar i Venedig 1366-97 var 274 tatarer och 17 ryssar eller tjerkesser av de etniciteter som kan identifieras.
Efter Konstantinopels fall 1453 upphörde den bysantinska makten på Krim, och italienarna placerade sig 1462 under den polska kungens beskydd (Ukraina tillhörde då Polen), och hyrde polska legoknektar som beskydd, vilket 1475 fick osmanerna att i samarbete med krimkhanen lägga de italienska städerna på Krim under sig och beskatta dem.

## Avslut
Slavhandeln på Balkan upphörde genom den osmanska erövringen av Balkan på 1450-talet. Efter osmanernas erövring av Konstantinopel 1453 minskade även slavhandeln på Svarta havet, för att slutligen upphöra då osmanerna och Krimkhanatet erövrade de italienska kolonierna på Krim 1475. 
Venedig köpte efter detta en tid slavar av araberna via transsahariska slavhandeln i Libyen, men den venetianska slavhandeln upphörde snart och ersattes av den transatlantiska slavhandeln.